# Mystery White Boy
Mystery White Boy (conosciuto anche come Mystery White Boy: Live '95–'96) è un album dal vivo del cantautore statunitense Jeff Buckley pubblicato il 9 maggio 2000 dalla Columbia Records.
Si tratta di una compilation di registrazioni dal vivo risalenti al tour successivo all'uscita dell'album Grace, tra il febbraio del 1995 e il febbraio del 1996.

## Tracce
1. Dream Brother – 8:48 (Jeff Buckley, Mick Grøndahl, Matt Johnson)
2. I Woke Up In A Strange Place – 5:05 (Jeff Buckley)
3. Mojo Pin – 6:06 (Jeff Buckley, Gary Lucas)
4. Lilac Wine – 5:19 (James Shelton)
5. What Will You Say – 7:34 (Carla Azar, Jeff Buckley, Chris Dowd)
6. Last Goodbye – 4:58 (Jeff Buckley)
7. Eternal Life – 5:57 (Jeff Buckley)
8. Grace – 5:39 (Jeff Buckley, Gary Lucas)
9. Moodswing Whiskey – 5:37 (Jeff Buckley, Michael Tighe)
10. The Man that Got Away – 3:46 (Harold Arlen, Ira Gershwin)
11. Kanga Roo – 10:23 (Alex Chilton)
12. Hallelujah / I Know It's Over (Medley) – 9:18 (Leonard Cohen / Johnny Marr, Steven Morrissey)

CD aggiunto nelle versioni europea e australiana
1. That's All I Ask – 5:26 (Nina Simone)
2. Lover, You Should've Come Over – 7:32 (Jeff Buckley)
3. So Real – 5:17 (Jeff Buckley, Michael Tighe)

CD aggiunto nella versione giapponese
1. So Real – 5:17 (Jeff Buckley, Michael Tighe)
2. Last Goodbye – 4:38 (Jeff Buckley)
3. Lover, You Should've Come Over – 7:32 (Jeff Buckley)

## Classifiche
| Classifiche (2000) | Posizione massima |
| ------------------ | ----------------- |
| Australia          | 5                 |
| Belgio (Fiandre)   | 5                 |
| Francia            | 3                 |
| Germania           | 87                |
| Italia             | 14                |
| Paesi Bassi        | 88                |
| Regno Unito        | 8                 |
| Stati Uniti        | 133               |
| Svizzera           | 95                |